# Ли Сяннин
Ли Сянни́н (кит. упр. 李香凝, пиньинь Lǐ Xiangning, род. 11 мая 2000, Цицикар, Хэйлунцзян, КНР) — китайская фигуристка, выступающая в одиночном катании. Вице-чемпионка Китая (2016 год), чемпионка КНР (2018 год) и неоднократный бронзовый призёр национального чемпионата. Чемпионка зимних юношеских Олимпийских игр в командных соревнованиях (2016 год).
По состоянию на 2 мая 2018 года занимает 53-е место в рейтинге Международного союза конькобежцев (ИСУ).

## Карьера

### Юниорский период
Ли Сяннин родилась в северной китайской провинции Хэйлунцзян в мае 2000 года. С детских лет занялась фигурным катанием. На национальном чемпионате дебютировала в 2013 году. В следующем сезоне она дебютировала на юниорском этапе Гран-при, на национальном чемпионате она выиграла бронзовую медаль.
В после олимпийском сезоне китайская фигуристка продолжила выступление на юниорских этапах Гран-при в Японии и Словении, в конце года на чемпионате КНР вновь выиграла бронзовую медаль. В марте 2015 года она дебютировала на юниорском чемпионате мира в Таллине, где прошла в финальную часть чемпионата. В следующий сезон Ли Сяннин выступила успешно на юниорских этапах Гран-при в Австрии и Латвии, где финишировала в шестёрке. На национальном чемпионате она впервые финишировала с серебряной медалью. В феврале была отправлена на II зимние юношеские Олимпийские игры в Лиллехаммер. В личных соревнованиях она финишировала во второй десятке. В командных соревнованиях она выступала с американскими парниками Сарой Роуз, Джозефом Гудпастером, российскими танцорами Анастасией Скопцовой, Кириллом Алёшиным и одиночником Дмитрием Алиевым. Эта команда выиграла первое место. Через месяц китаянка выступала на юниорском мировом чемпионате в Дебрецене, где сумела выйти в финальную часть.

### Взрослый период
В предолимпийский сезон Ли начала выступать во взрослых соревнованиях. Она дебютировала на домашнем этапе Гран-при на Кубке Китая в Пекине, где финишировала в конце турнирной таблице. На национальном чемпионате она в очередной раз выиграла бронзовую медаль. В феврале 2017 года в Канныне на континентальном чемпионате состоялся её дебют на котором она финишировала во второй десятке. Через месяц она выступала на юниорском мировом чемпионате в Тайбэе, где ей немного не удалось войти в число десяти лучших. В конце марта она дебютировала в Хельсинки на мировом чемпионате, где оказалась лучшей китайской фигуристкой и прошла квалификацию, в результате чего завоевала для своей стране путёвку на Олимпиаду в Пхёнчхане. Через три недели после этого фигуристка была отправлена на командный чемпионат мира, где также выступила совсем не плохо. При этом она превзошла все свои прежние спортивные достижения.
Новый олимпийский сезон китайская одиночница начала в середине октября в Ницце на Кубке города, где ей удалось финишировать с серебряной наградой. Через месяц она дебютировала на домашнем этапе серии Гран-при в Пекине, где финишировала в десятке. В конце ноября на американском этапе в Лейк-Плэсиде она финишировала последней. В конце декабря на национальном чемпионате она уверенно впервые стала национальной чемпионкой. В конце января 2018 года в Тайбэе на континентальном чемпионате она замкнула десятку лучших фигуристок. В начале февраля ещё до открытия Олимпийских игр в Южной Корее фигуристка начала соревнования в командном турнире. Она в Канныне финишировала в середине турнирной таблицы. В дальнейшем сборная КНР не вышла в финальную часть. В конце февраля на личном турнире Олимпийских игр китайская фигуристка выступила неудачно. Она сумела с большим трудом пройти в финальную часть соревнований, но заняла место в третьей десятке.
В межсезонье, ко всему прочему, она решила попробовать себя и в парном катании. Ли встала в пару с Чжун Се.

## Спортивные достижения
| Соревнования/Сезон                                       | 2012–2013 | 2013–2014 | 2014–2015 | 2015–2016 | 2016–2017 | 2017–2018 |
| -------------------------------------------------------- | --------- | --------- | --------- | --------- | --------- | --------- |
| Олимпийские игры Личные соревнования                     |           |           |           |           |           | 22        |
| Олимпийские игры Командные соревнования                  |           |           |           |           |           | 6         |
| Чемпионат мира                                           |           |           |           |           | 14        | 26        |
| Чемпионат четырёх континентов                            |           |           |           |           | 13        | 10        |
| Этапы Гран-при: Кубок Китая-Audi                         |           |           |           |           | 10        | 8         |
| Этапы Гран-при: Skate America                            |           |           |           |           |           | 10        |
| Командный чемпионат мира                                 |           |           |           |           | 5         |           |
| Кубок Ниццы                                              |           |           |           |           |           | 2         |
| Чемпионат мира (юниоры)                                  |           |           | 21        | 20        | 11        |           |
| Зимние юношеские Олимпийские игры личные соревнования    |           |           |           | 12        |           |           |
| Зимние юношеские Олимпийские игры командные соревнования |           |           |           | 1/4^      |           |           |
| Этапы юниорского Гран-при: Австрия                       |           |           |           | 6         |           |           |
| Этапы юниорского Гран-при: Япония                        |           |           | 10        |           |           |           |
| Этапы юниорского Гран-при: Латвия                        |           | 10        |           | 6         |           |           |
| Этапы юниорского Гран-при: Словения                      |           |           | 12        |           |           |           |
| Чемпионат КНР                                            | 12        | 3         | 3         | 2         | 3         | 1         |

- ^ — вторая цифра, место занятое в личном соревновании идущем в зачёт командного.